# Roswitha Arens
Roswitha Arens (Sankt Vith, 27 juni 1965) is een Belgisch politica van Ecolo.

## Levensloop
Arens werd beroepshalve zelfstandig bloemiste en huisvrouw. 
Als lid van de partij Ecolo zetelde ze van 2009 tot 2014 in het Parlement van de Duitstalige Gemeenschap. In 2014 werd ze niet meer herkozen.